# Nomia laevidorsata
Nomia laevidorsata är en biart som beskrevs av Raymond Benoist 1962. Nomia laevidorsata ingår i släktet Nomia och familjen vägbin. Inga underarter finns listade i Catalogue of Life.